# Datxa

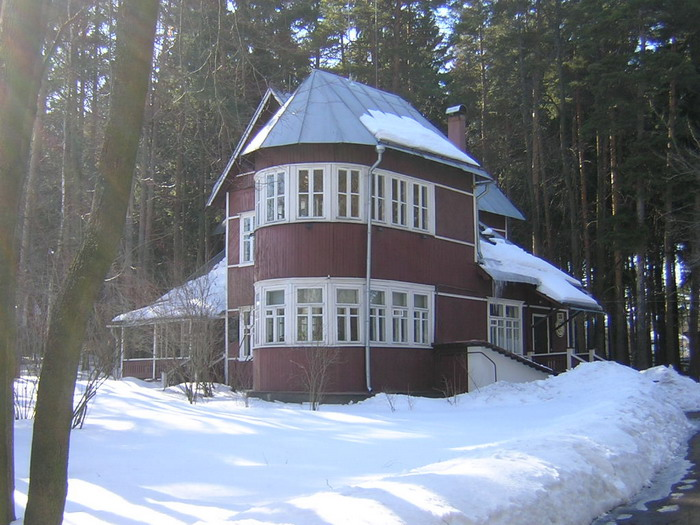
La Datxa de Borís Pasternak a Peredelkino

Una datxa (en rus дача) és una casa de camp russa. Generalment als voltants d'una ciutat, pertany habitualment a una família urbana, i s'usa estacionalment. Es va posar de moda entre la classe mitjana russa des de principis del segle xx.
Solen ser petites, fins i tot poden ser cabanes de fusta que tan sols s'usen a l'estiu, quan cedeix el fred de l'hivern. També pot tractar-se de casals de diverses plantes amb nombroses comoditats.
A Rússia existeix tota una "cultura de la datxa", ja que moltes persones prenen com a afició tenir cura de la cabana i el jardí. L'hort és una part fonamental de la datxa, l'urbanita duu a la pràctica el cultiu d'aliments sans. A principis del segle XXI prop de 30 milions de ciutadans russos posseïen una datxa.
Sovint les datxes s'associen amb la pràctica a l'antiga Unió Soviètica d'assignar a alguns membres destacats de la societat comunista una datxa.